# La Coma i la Pedra
La Coma i la Pedra est une commune de la comarque du Solsonès, dans la Province de Lleida (Lérida, en castillan), en communauté autonome espagnole de Catalogne.

## Géographie
Commune des Pyrénées méridionales où le Cardener prend sa (ses) source(s).